# 카세세구

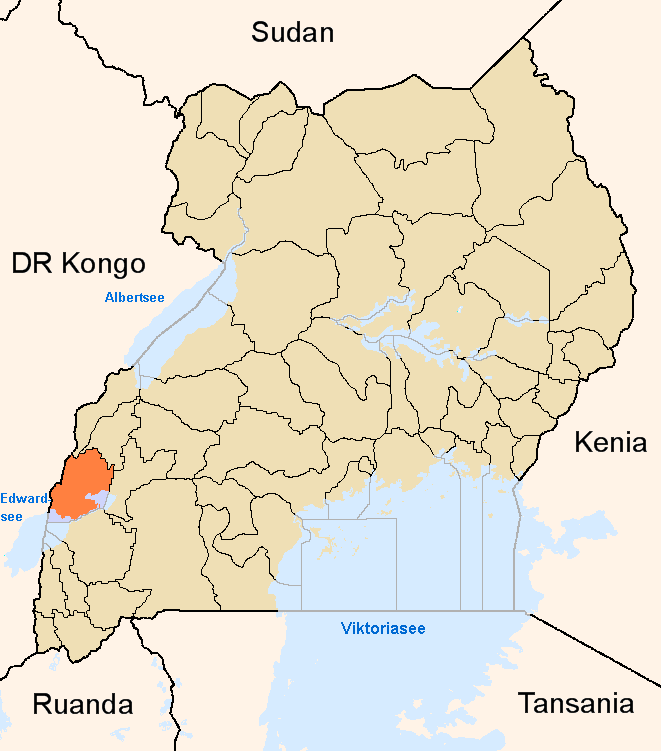
카세세 구의 위치

카세세구(Kasese)는 우간다 서부에 위치한 구로, 행정 중심지는 카세세이며 면적은 2,724km2, 인구는 523,033명(2002년 인구 조사 기준)이다.
행정 구역상으로는 서부 주에 속하며 2개 군(부콘조 군, 부송고라 군)을 관할한다. 북쪽에는 르웬조리 산 국립공원, 남쪽으로는 퀸 엘리자베스 국립공원이 있으며 북쪽으로는 분디부교 구, 북동쪽으로는 카바롤레 구, 동쪽으로는 캄웽게 구, 남동쪽으로는 부셰니 구, 남쪽으로는 에드워드호를 경계로 루쿵기리 구와 접해 있고 서쪽으로는 콩고 민주 공화국 북키부 주와 접한다.